# Hungarobelba baloghi
Hungarobelba baloghi är en kvalsterart som beskrevs av Bulanova-Zachvatkina 1967. Hungarobelba baloghi ingår i släktet Hungarobelba och familjen Hungarobelbidae. Inga underarter finns listade i Catalogue of Life.